# Roger Kingdom
Roger Nona Kingdom (ur. 26 sierpnia 1962 w Vienna w Georgii) – amerykański lekkoatleta płotkarz, dwukrotny mistrz olimpijski.
Jego pierwszym sukcesem międzynarodowym było zwycięstwo w 1983 na igrzyskach panamerykańskich w Caracas w biegu na 110 metrów przez płotki, w którym wyprzedził Alejandro Casañasa z Kuby i swego rodaka Toniego Campbella. Zdobył złoty medal w tej konkurencji na igrzyskach olimpijskich w 1984 w Los Angeles przed innym Amerykaninem Gregiem Fosterem i Arto Bryggare z Finlandii, ustanawiając rekord olimpijski rezultatem 13,20 s. Powtórzył to osiągnięcie na igrzyskach olimpijskich w 1988 w Seulu, tym razem poprawiając rekord olimpijski na 12,98 s i wyprzedzając Brytyjczyka Colina Jacksona i Toniego Campbella. Kingdom jako drugi po Lee Calhounie zdobył dwa złote medale w biegu na 110 metrów przez płotki.
Zwyciężył w biegu na 60 metrów przez płotki na halowych mistrzostwach świata w 1989 w Budapeszcie, przed Colinem Jacksonem i Igorsem Kazanovsem reprezentującym Związek Radziecki. 16 sierpnia tego roku w Zurychu ustanowił rekord świata w biegu na 110 metrów przez płotki wynikiem 12,92 s., który został poprawiony w 1993 przez Colina Jacksona. Zwyciężył w tej konkurencji na uniwersjadzie w 1989 w Duisburgu, a także w zawodach pucharu świata w 1989 w Barcelonie. W 1989 został uznany Lekkoatletą Roku IAAF oraz Lekkoatletą Roku Track & Field. W 1990 zdobył złoty medal igrzysk Dobrej Woli z czasem 13,47 s.
W 1991 przeszedł operację więzadeł, co zatrzymało na jakiś czas jego karierę. W 1995 zwyciężył w biegu na 110 metrów przez płotki na igrzyskach panamerykańskich w 1995 w Mar del Plata, przed Emilio Valle z Kuby i innym Amerykaninem Courtneyem Hawkinsem. Zdobył brązowy medal na tym dystansie na mistrzostwach świata w Göteborgu, ulegając swemu rodakowi Allenowi Johnsonowi i Brytyjczykowi Tony’emu Jarretowi.
Kingdom był mistrzem Stanów Zjednoczonych (AAU) w biegu na 110 metrów przez płotki w latach 1985, 1988–1990 i 1995.